# オスカーとルシンダ
『オスカーとルシンダ』（Oscar and Lucinda)は、1997年制作のオーストラリア・イギリス合作映画。1988年にブッカー賞を受賞したピーター・ケアリーの同名小説の映画化。

## ストーリー
聖公会牧師のオスカー・ホプキンスは、シドニーへ向かう船の中で、ルシンダというガラス工場を持つ金持ちの女性と出会う。ギャンブル好きの二人は意気投合し、ガラスで出来た教会を巡って賭けをする。

## キャスト
| 役名                     | 俳優                     | 日本語吹替 |
| ------------------------ | ------------------------ | ---------- |
| オスカー・ホプキンス     | レイフ・ファインズ       | 井上倫宏   |
| ルシンダ・ルプラストリエ | ケイト・ブランシェット   | 杉村理加   |
| ヒュー・ストラットン牧師 | キアラン・ハインズ       | 加藤精三   |
| デニス・ハセット牧師     | トム・ウィルキンソン     | 玄田哲章   |
| ジェフリーズ氏           | リチャード・ロクスバーグ | 田中正彦   |
| ナレーション             | ジェフリー・ラッシュ     | 小島敏彦   |